# Litomyšl
Litomyšl (en checo: [ˈlɪtomɪʃl̩]ⓘ, en alemán, Leitomischl) es una ciudad y municipio en la región de Pardubice de la República Checa.

## Historia
La ciudad en Bohemia oriental de Litomyšl surgió en el siglo XIII en el lugar de un antiguo asentamiento fortificado en el camino de Trstenice, una importante ruta comercial que unía Bohemia y Moravia. Fue sede de un obispado ahora diócesis titular de la Iglesia católica checa, el obispado de Litomyšl.

## Lugares de interés
El rasgo dominante de Litomyšl es el monumental castillo renacentista que se remonta a los años 1568–1581. Los edificios del castillo no sólo son excepcionales por su refinamiento arquitectónico, sino que se han inscrito por sí mismos en la historia como el lugar de nacimiento del compositor checo, Bedřich Smetana. En la plaza alargada, que es una de las mayores de la República Checa, se alza un ayuntamiento de origen gótico y una serie de casas renacentistas y barrocas, muchas con arcadas y habitaciones de planta baja con bóvedas. Una de las más importantes de ellas es la Casa de los Caballeros (U Rytířů) con su notable fachada. En el pasado la ciudad fue también un significativo centro religioso; fue en Litomyšl en 1.344 cuando se fundó el segundo obispado de Bohemia, aunque dejó de existir durante las guerras husitas. En el siglo XIX, la escuela primaria de Litomyšl era de gran importancia.
Las tradiciones culturales de la ciudad van mucho más allá de las fronteras regionales y nacionales. Los exquisitos interiores del castillo, especialmente el teatro del castillo barroco, el anfiteatro en el parque del castillo y la casa de los Smetana, todos ofrecen variados programas de conciertos e interpretaciones dramáticas y así enriquecen la vida de la ciudad a lo largo del año. En 1994 se celebró en el castillo el encuentro de los siete presidentes de la Europa Central. El complejo del castillo fue incluido por la Unesco en la lista de lugares Patrimonio de la Humanidad en 1999.

## Personas destacadas
- Bedřich Smetana (1824 - 1884), compositor.
- Arne Novák, crítico e historiador de literatura.
- Hubert Gordon Schauer, crítico literario.
- Magdalena Dobromila Rettigova, la autora del primer libro de cocina escrito en checo, vivió aquí entre 1834 y su muerte en 1845.

## Partes de Litomyšl
Litomyšl-město, Kornice, Lány, Nedošín, Nová Ves u Litomyšle, Pazucha, Pohodlí, Suchá, Zahájí, Záhradí.

## Estación de transmisión
Cerca de Litomyšl, hay una gran estación de transmisión para onda corta y media. El transmisor de onda corta en 49°49'07.00"N; 16°18'27.00"E es la institución de transmisión de onda corta más importante de las torres checas en uso que se alzan hasta los 105 metros. Un poco al sureste a 49°48'38"N; 16°18'5"E, hay dos mástiles de 125 metros de alto usadas para la retransmisión de onda corta en 1287 kHz con 150 kW.

## Ciudades hermanadas
Litomyšl está hermanada con:
- Łańcut  Polonia
- Levoča  Eslovaquia
- Keszthely  Hungría